# Aloes

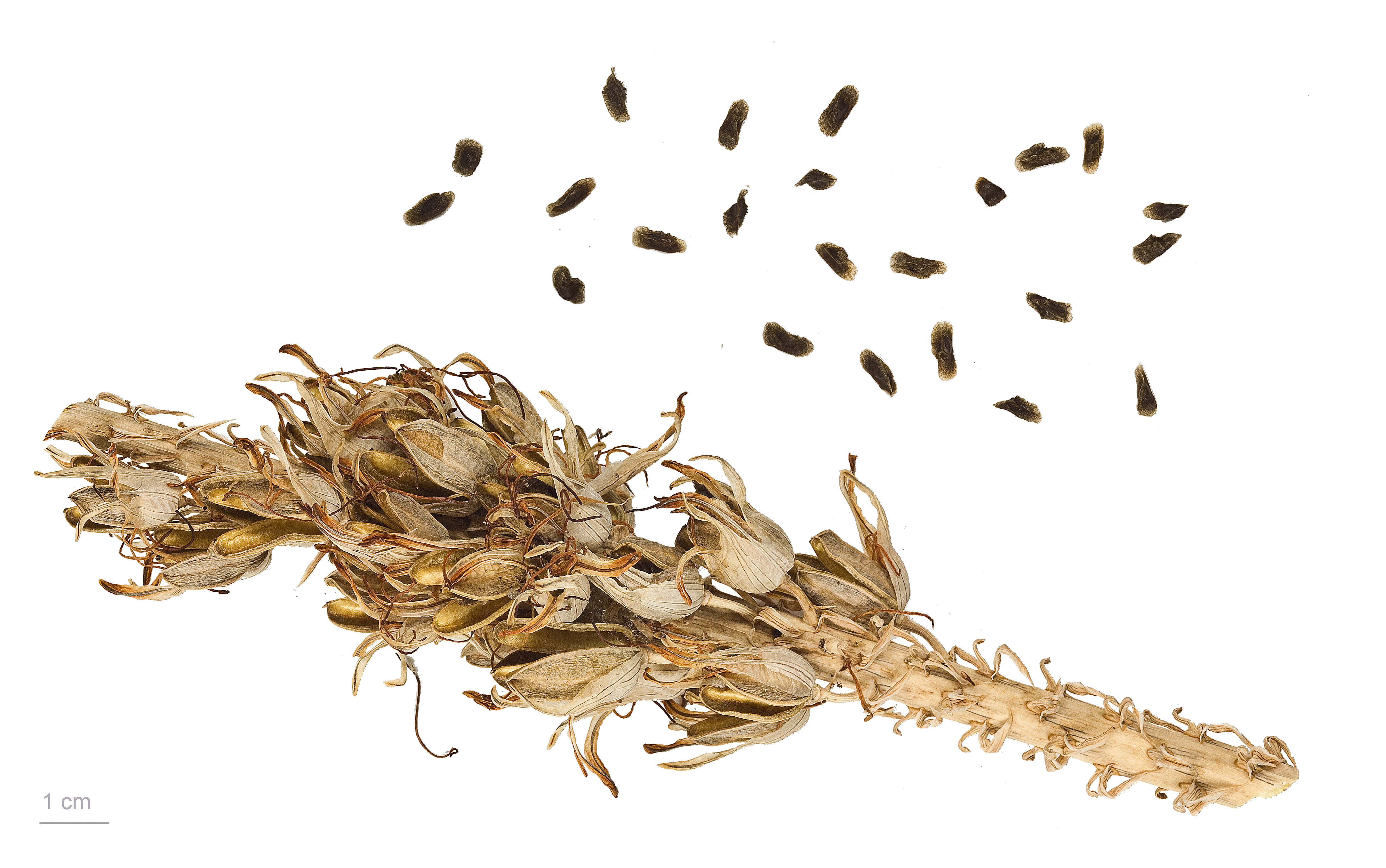
Owoce i nasiona aloesu zwyczajnego

Aloes (Aloe L.) – rodzaj jednoliściennych sukulentów liściowych. Liczy ok. 590 gatunków (różnice zależą od ujęcia systematycznego taksonów). Należą do niego formy drzewiaste, krzewiaste, byliny, niekiedy liany. Zasięg występowania roślin z tego rodzaju obejmuje Półwysep Arabski, Afrykę i Madagaskar. Gatunkiem typowym jest Aloe perfoliata L.
W Polsce uprawia się go w doniczkach.

## Morfologia
PokrójMają rozgałęzione lub nierozgałęzione pędy zakończone rozetą mięsistych liści zawierających żółtawy lub brązowawy sok mleczny.
LiścieMięsiste, najczęściej z woskowatym nalotem, brzegiem kolczaste, umieszczone w przyziemnych rozetkach.
KwiatyDługi, czerwony, żółty lub pomarańczowy okwiat, bogaty w nektar, zebrany w grono. Zapylany przez ptaki. Niekiedy kwiaty są dwubarwne. Powtarzające się kwitnienie odróżnia aloesy od podobnych do nich agaw, które kwitną raz w życiu i zamierają.
OwocTorebka.

## Ochrona
Wszystkie gatunki aloesów, z wyjątkiem aloesu zwyczajnego Aloe vera, są chronione przepisami CITES.

## Zastosowanie
Rośliny uprawneAloesy rozmnaża się wegetatywnie i przez nasiona.
Rośliny leczniczeGorzki sok aloesu zwyczajnego jest wykorzystywany we współczesnej medycynie, często w postaci oleju aloesowego. Sok stosowany bezpośrednio na rany skóry bardzo przyspiesza proces gojenia. U małych dzieci niewskazane jest stosowanie okładów z aloesu w formie czystej, tzn. z części miąższu lub rośliny, gdyż może dojść do poparzenia lub nawet owrzodzenia skóry w miejscu przyłożenia rośliny. U dzieci ze względu na chłonność skóry może dojść także do zaburzenia działania przewodu pokarmowego objawiającego się nudnościami, a nawet wymiotami i biegunką. Sok pozyskuje się także z aloesu uzbrojonego, Aloe perryi i innych gatunków pokrewnych. Świeże liście A. arborescens i innych gatunków uprawnych służą do otrzymywania wodnych wyciągów. Aloes ma silne działanie przeczyszczające, nieznaczne właściwości bakteriobójcze, wzmaga czynności żółciotwórcze. Niewielkie ilości aktywnych związków przenikają do mleka karmiących matek, działając przeczyszczająco na dzieci.
9 maja 2002 amerykańska Agencja Żywności i Leków wydała zakaz stosowania między innymi aloesu jako składnika przeczyszczającego w lekach bez recepty.
Rośliny kosmetyczneAloes zwyczajny stosowany jest głównie w preparatach do leczenia skóry trądzikowej oraz do pielęgnacji wszystkich typów włosów.

## Obecność w kulturze
- Pochodzące z liści aloesów substancje Żydzi używali do balsamowania ciał. Jest o tym mowa w, na przykład, Ewangelii Jana (19,39-40): Przybył również i Nikodem, ten, który po raz pierwszy przyszedł do Jezusa w nocy i przyniósł ok. stu funtów mieszaniny mirry i aloesu. Zabrali więc ciało Jezusa i obwiązali je w płótna razem z wonnościami, stosownie do żydowskiego sposobu grzebania zmarłych. Używano w tym celu aloesu zwyczajnego i aloesu sokotrzańskiego[11].
- W czasach starożytnych żywicę aloesu ścierano na proszek i sporządzano z niej pachnidło, używane do skrapiania pościeli i odzieży oraz całunów pogrzebowych[12]. Dodawana była także do stosów, na których palono ciała. Juliusz Słowacki w wierszu Testament mój pisze: „Niech przyjaciele moi w nocy się zgromadzą – i biedne serce moje spalą w aloesie”[11].
- Rasarnawa, dzieło hinduistycznej alchemii tantrycznej (rasajany) datowane na około XI wiek n.e. zapewnia, że rytuał wielbienia Śiwy z użyciem drzewa sandałowego, aloesu, kamfory i szafranu prowadzi do osiągnięcia śiwaloki – nieba boga Śiwy[13].
- Aloe variegata w Afryce Południowej sadzono na grobach, by zapewnić zmarłym życie wieczne[14].

## Skutki uboczne i przeciwwskazania do stosowania
Stosowanie aloesu w postaci maści może w niektórych przypadkach wywołać pokrzywkę, wysypkę, świąd lub inne odczyny alergiczne. Preparatów z zawartością aloesu, szczególnie doustnych, powinny unikać kobiety w ciąży, gdyż mogą one powodować znaczne przekrwienie narządów wewnętrznych, w tym macicy. Zawarte w aloesie antrazwiązki mogą w ten sposób doprowadzić do krwawienia, a nawet poronienia.

## Galeria gatunków

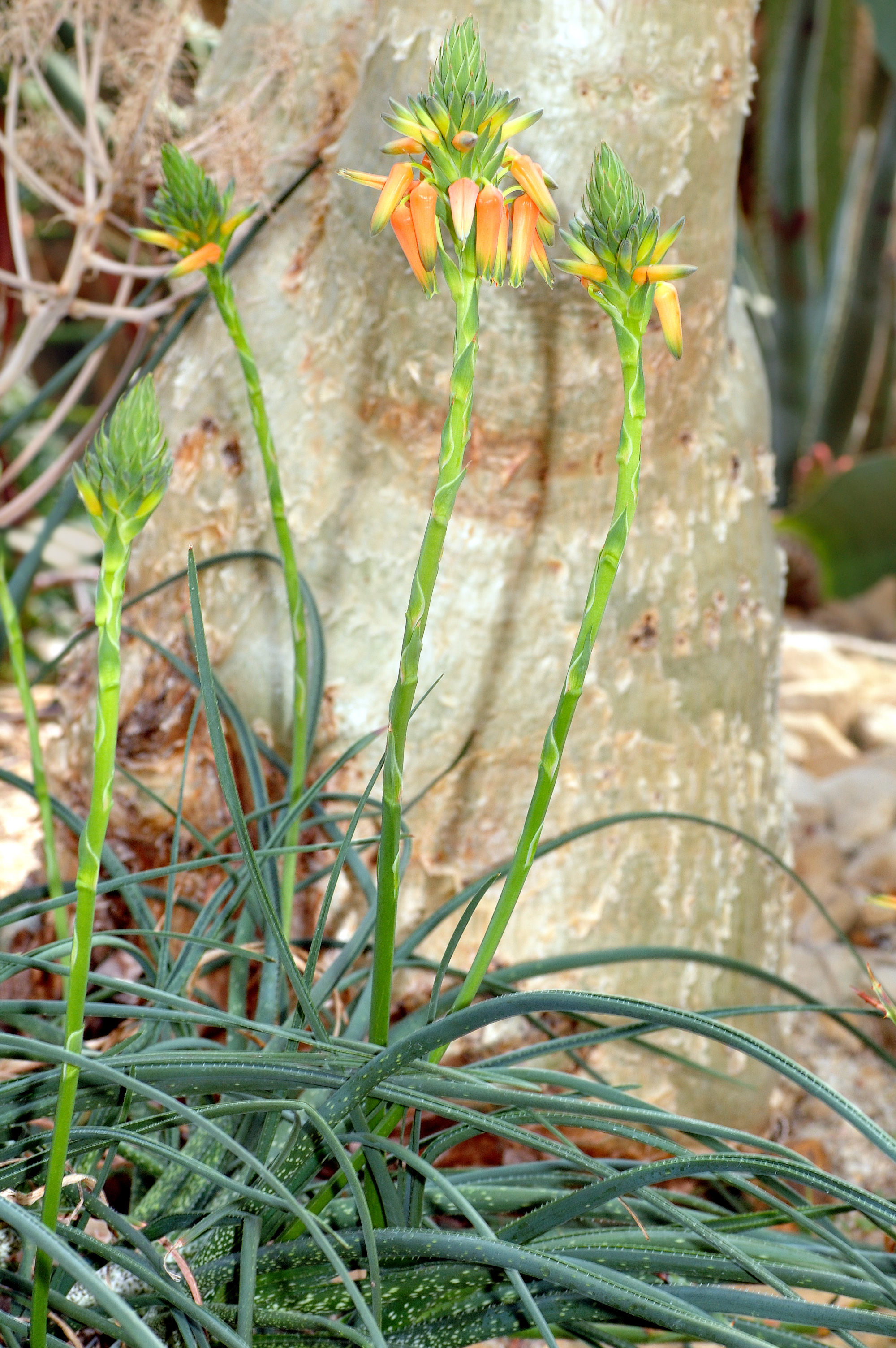
Aloe vossii
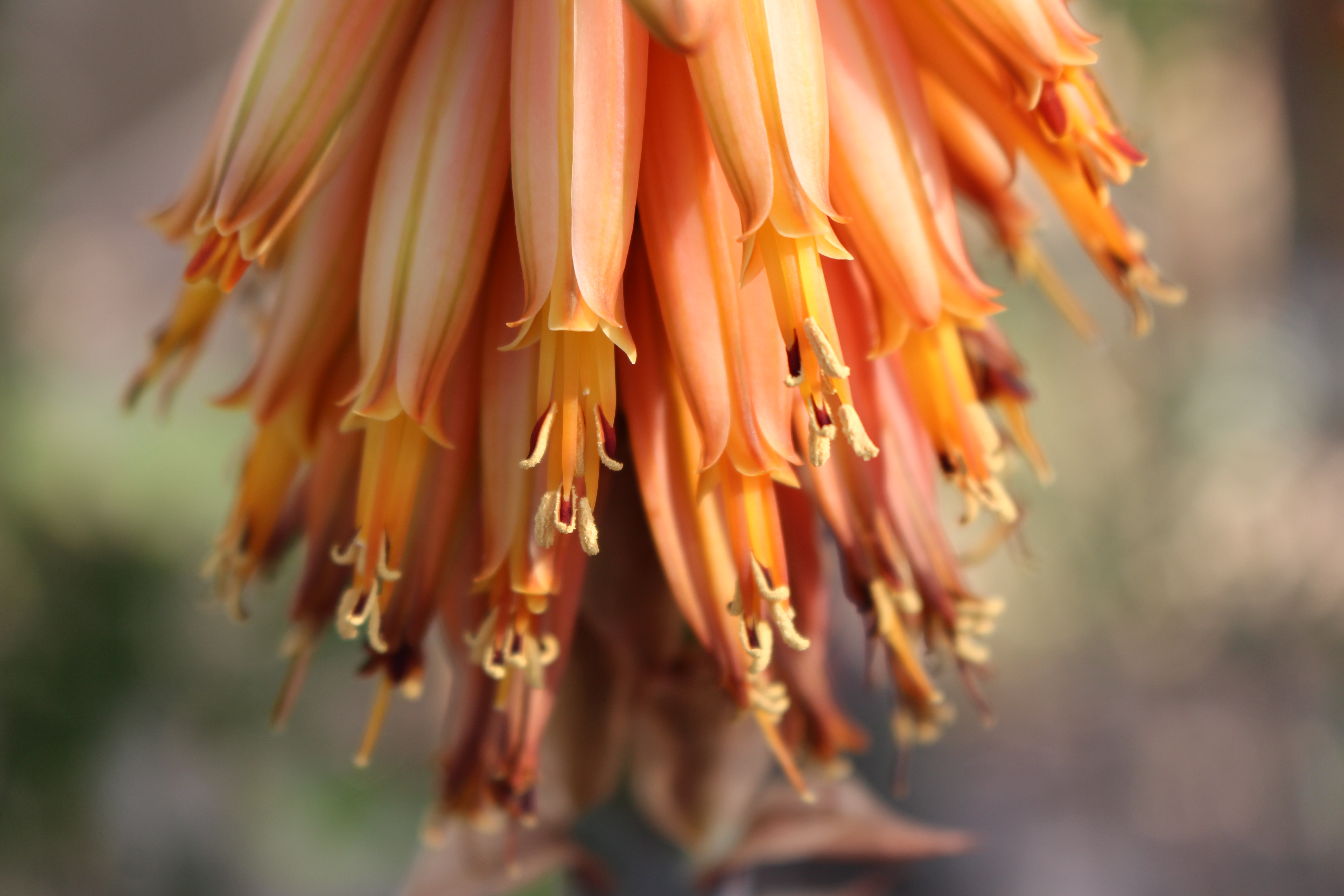
A. rubroviolacea
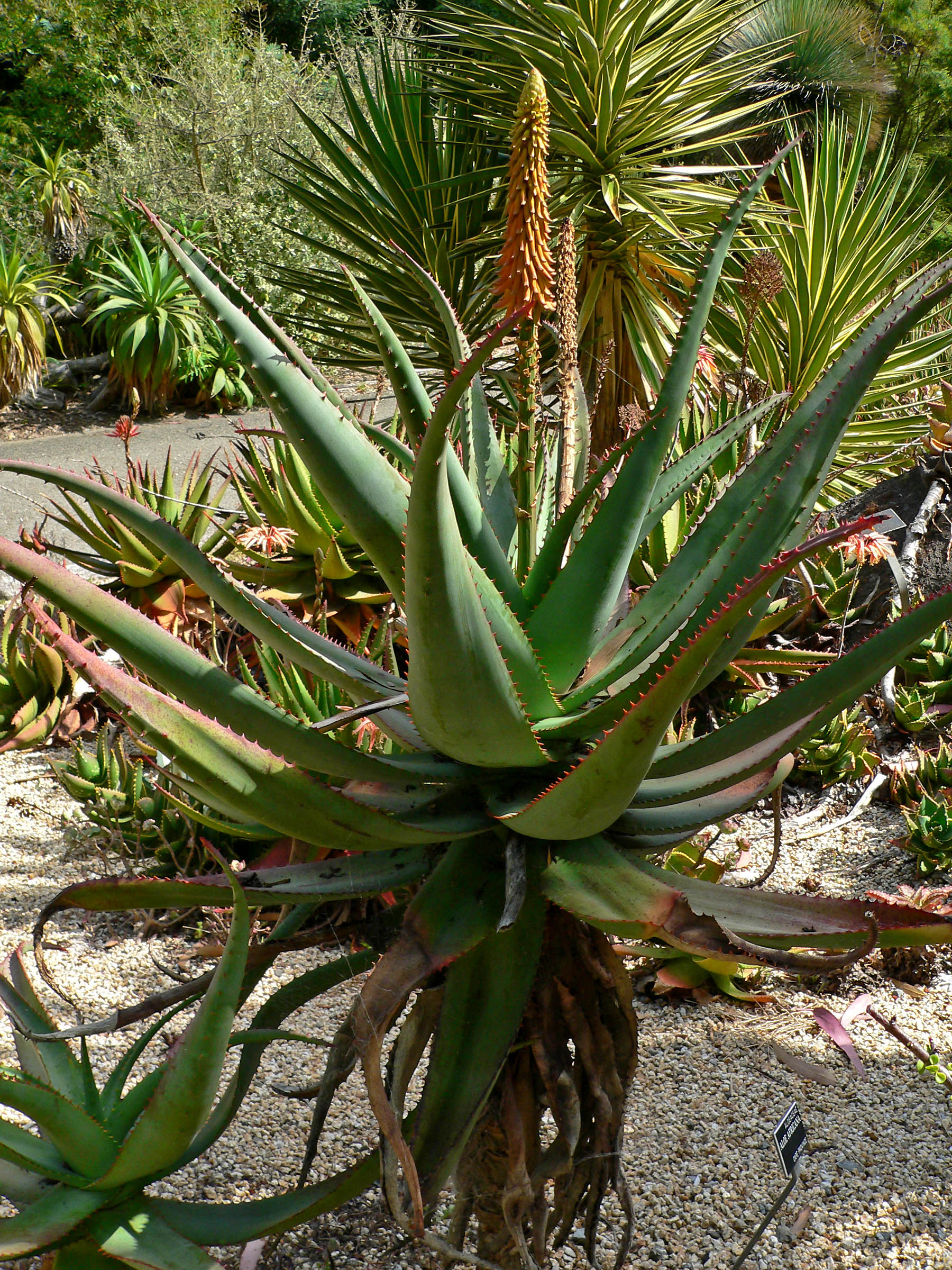
Aloe africana
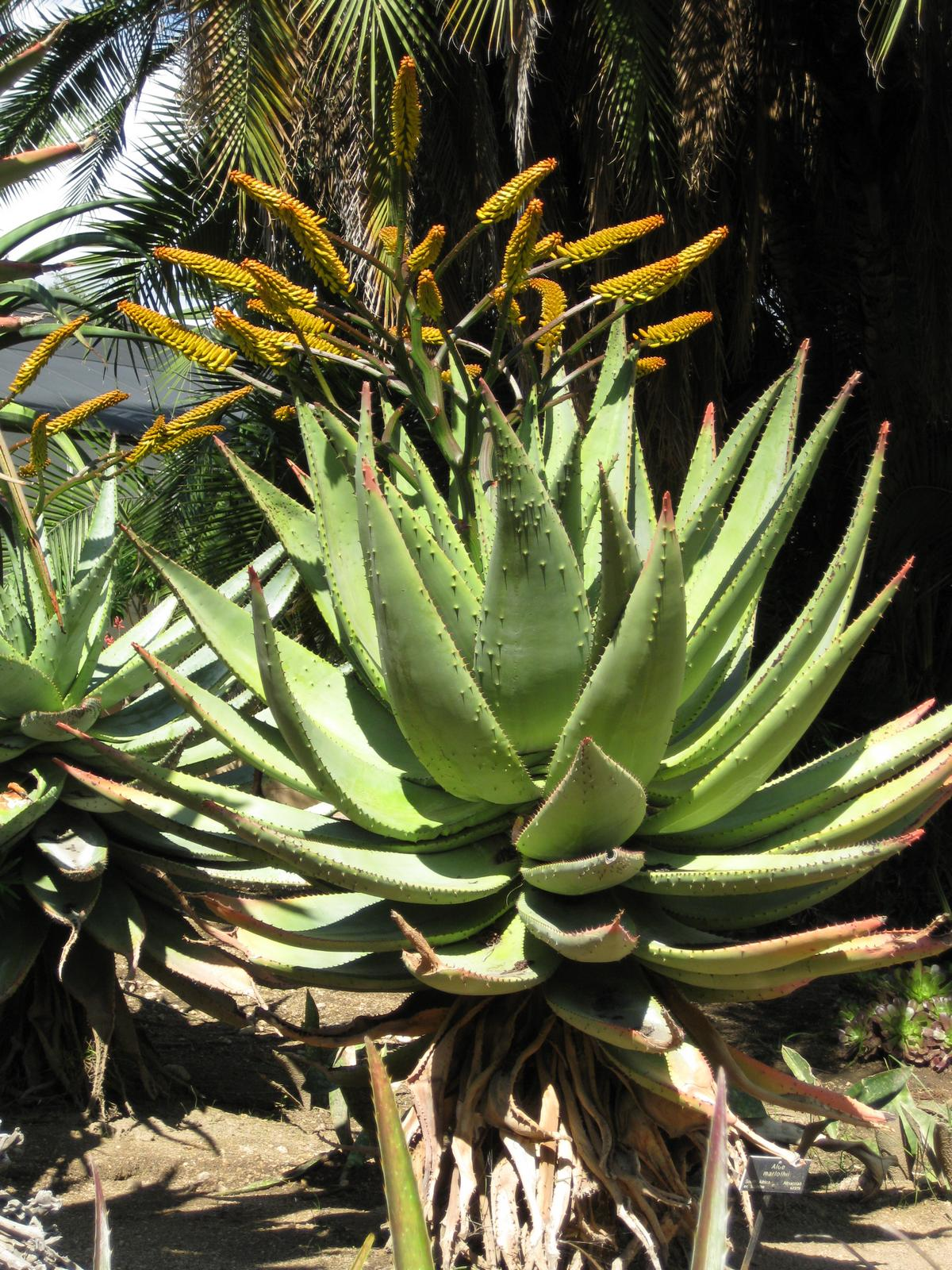
Aloe marlothii
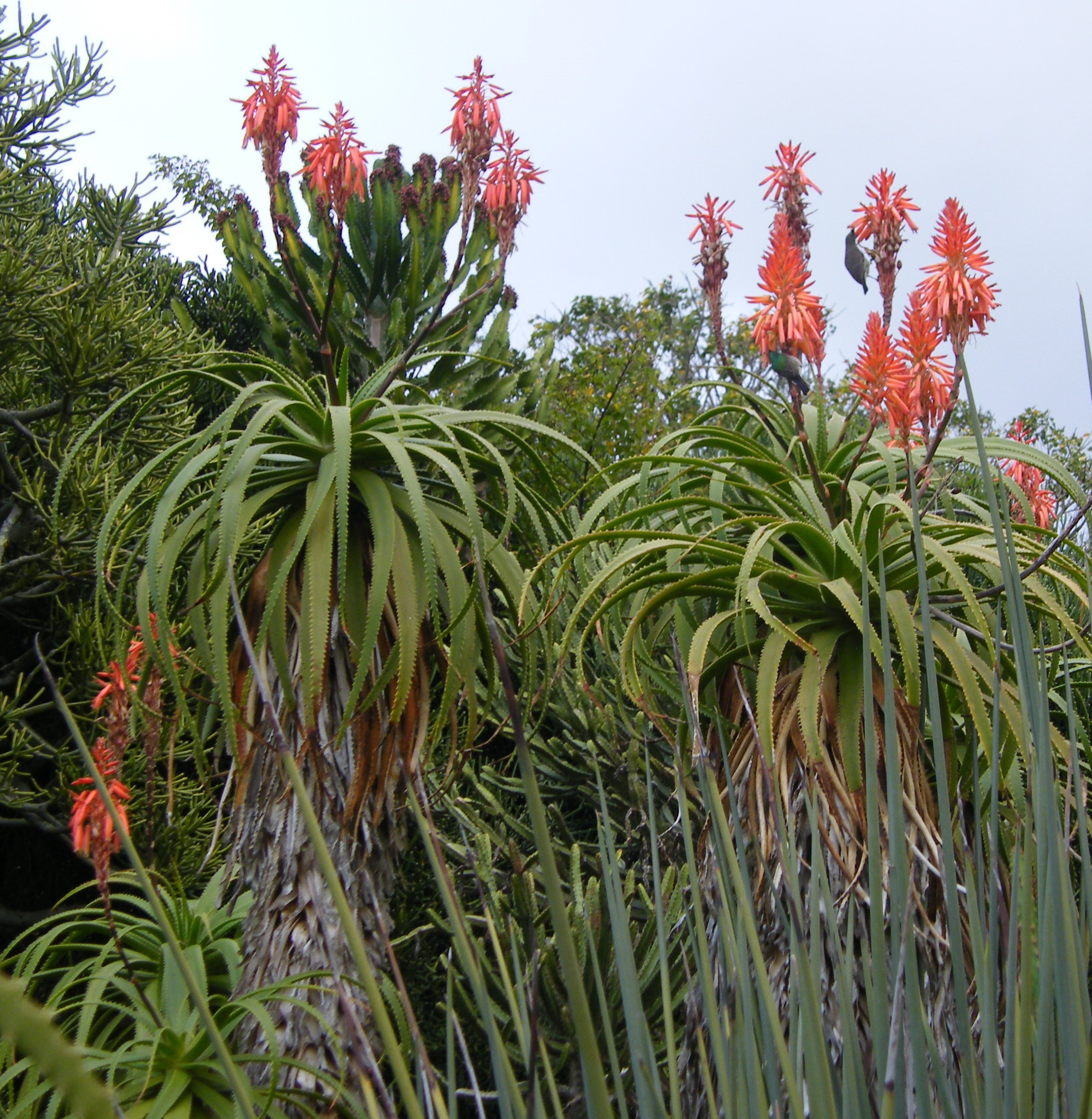
Aloe pluridens
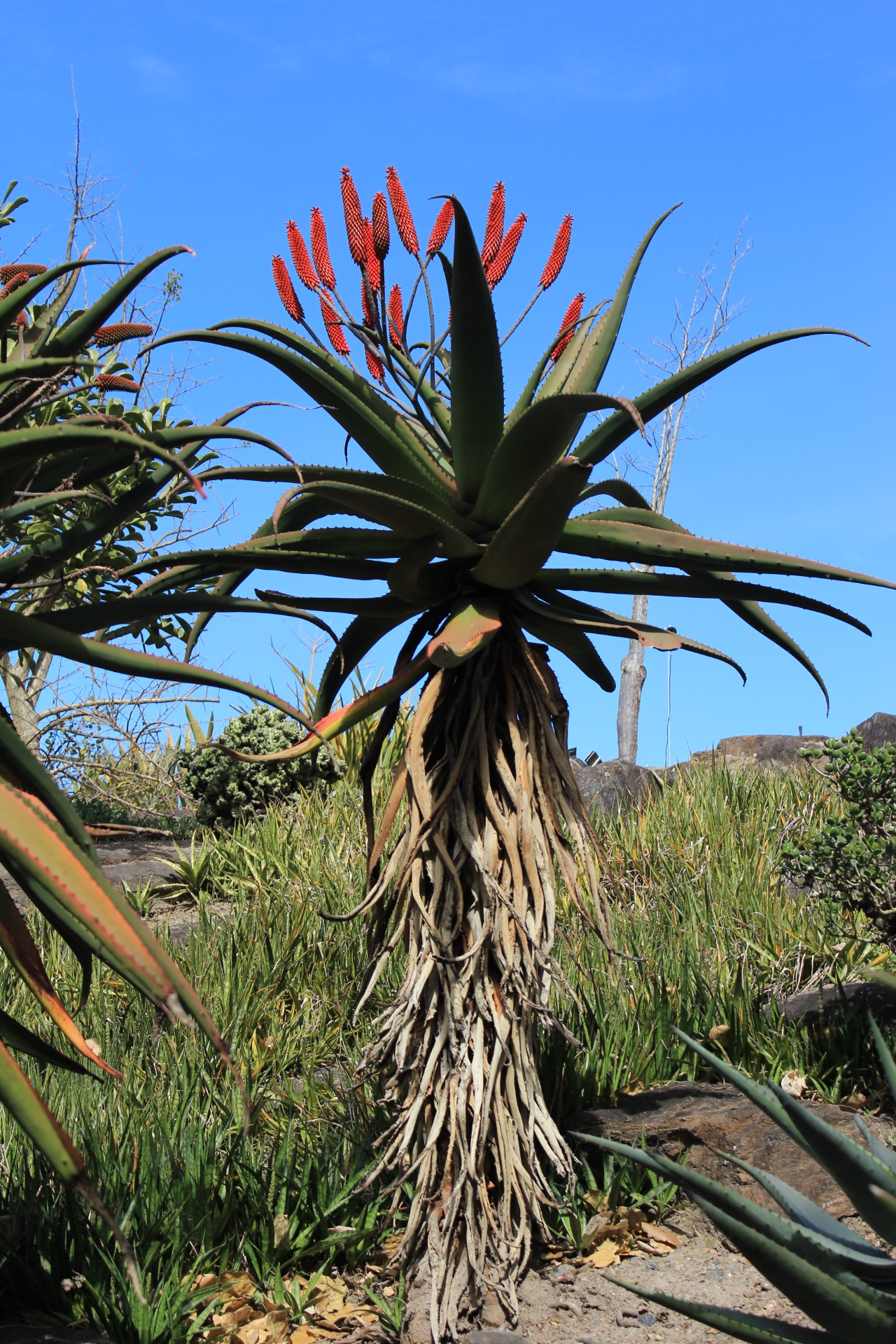
Aloe excelsa
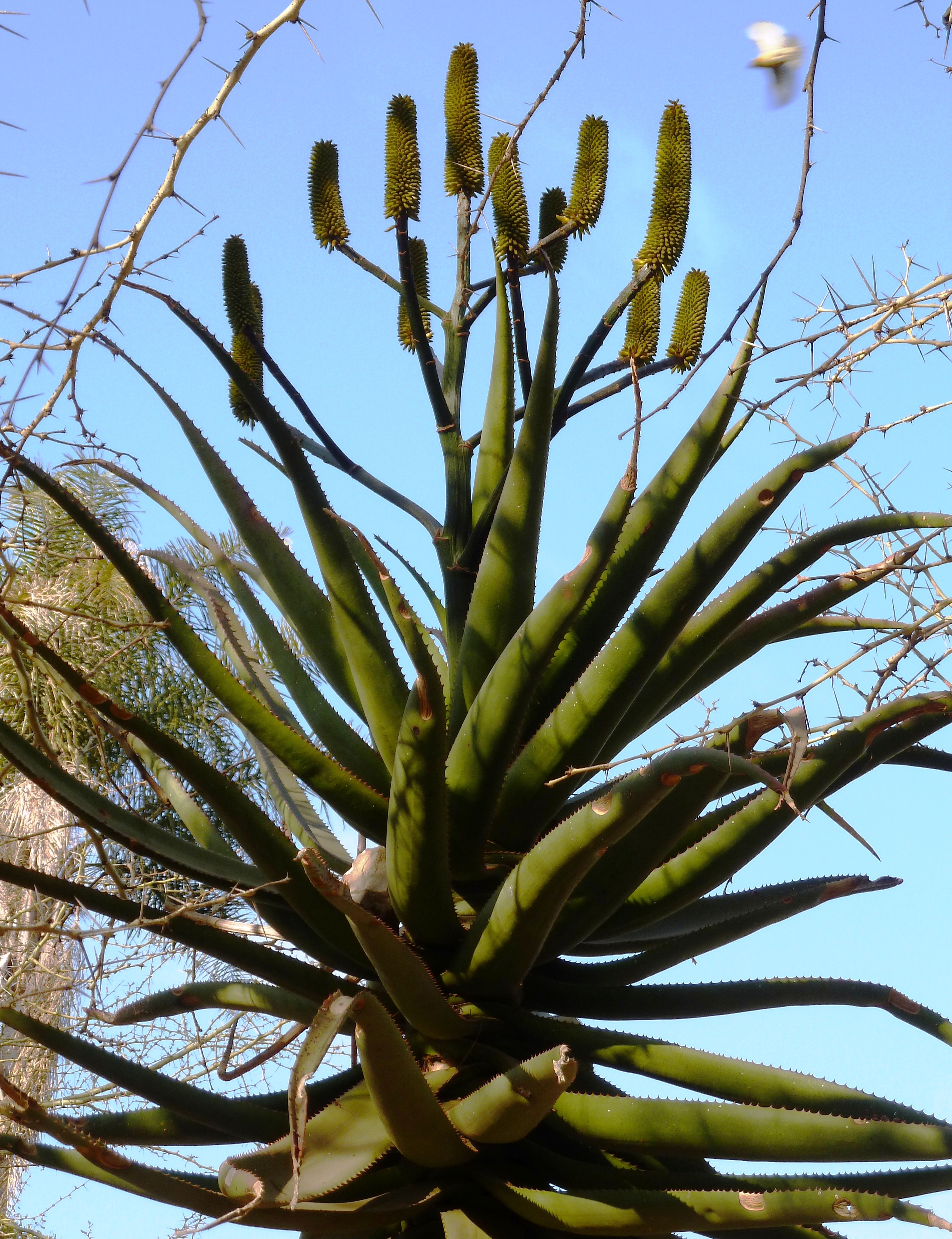
Aloe rupestris
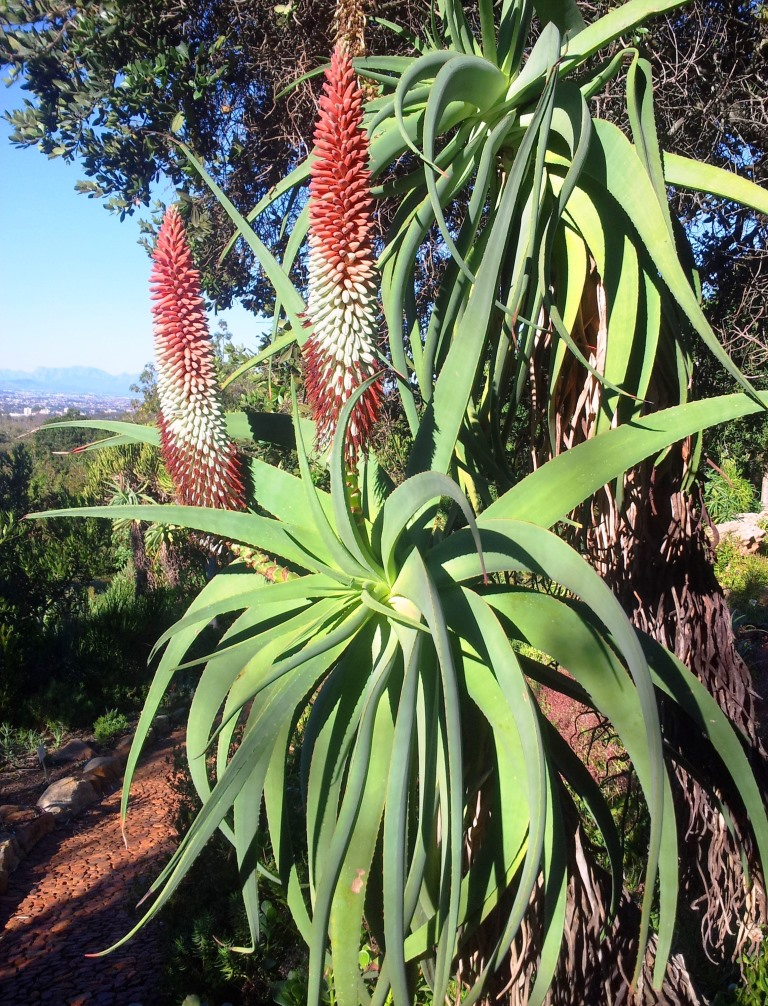
Aloe hexapetala
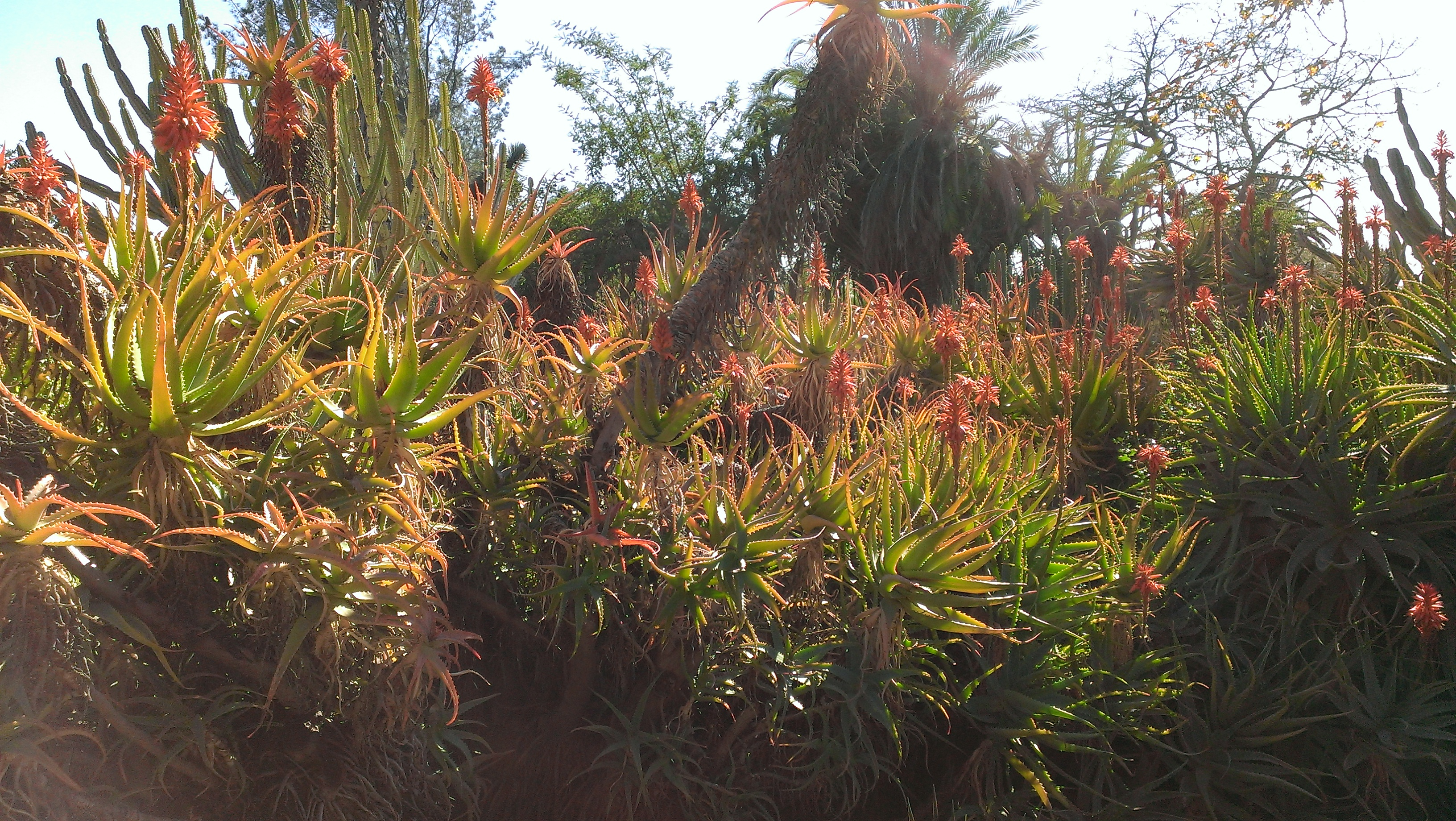
Aloe arborescens
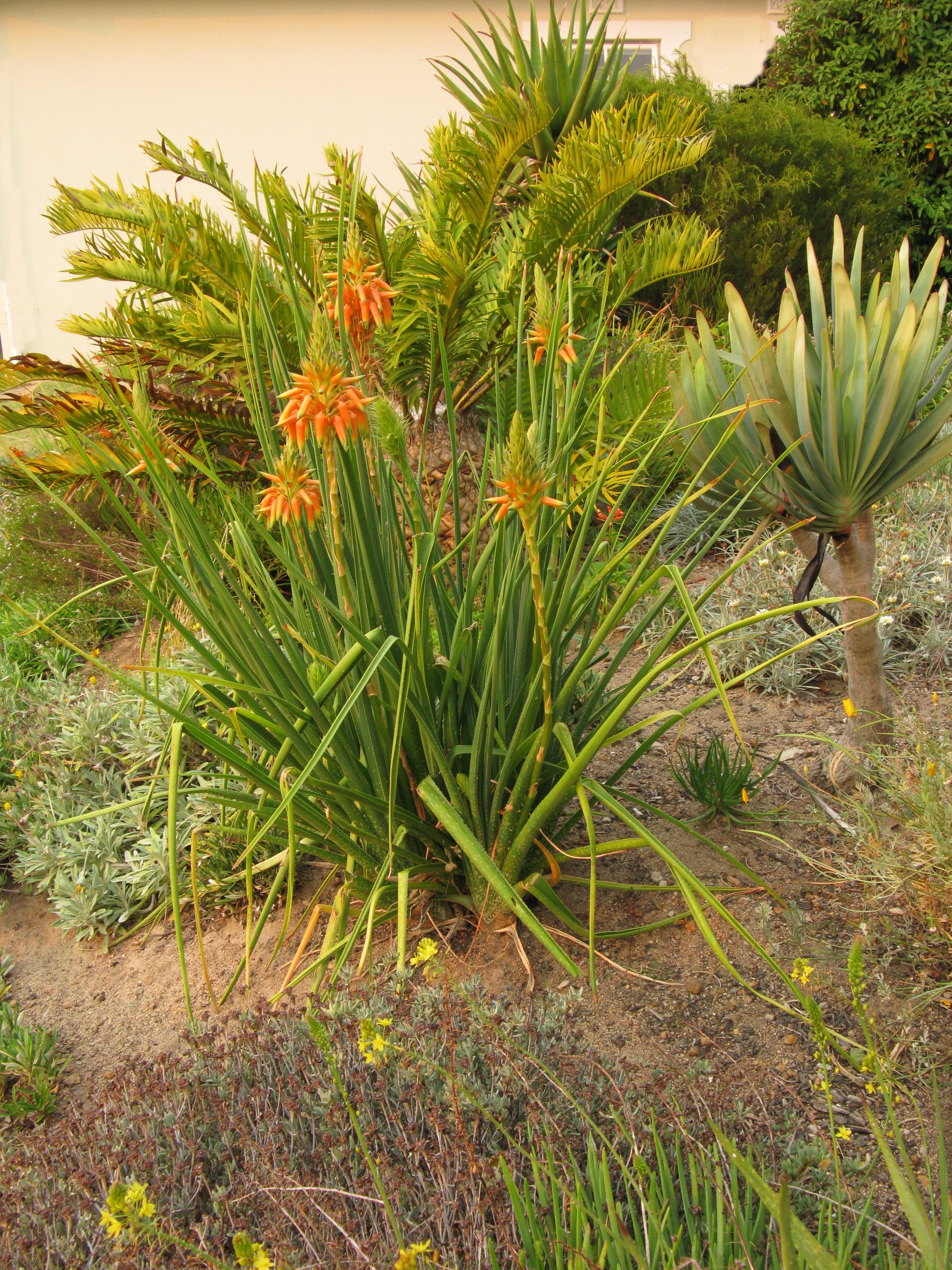
Aloe cooperi (Aloe plicatilis na prawo w głębi)
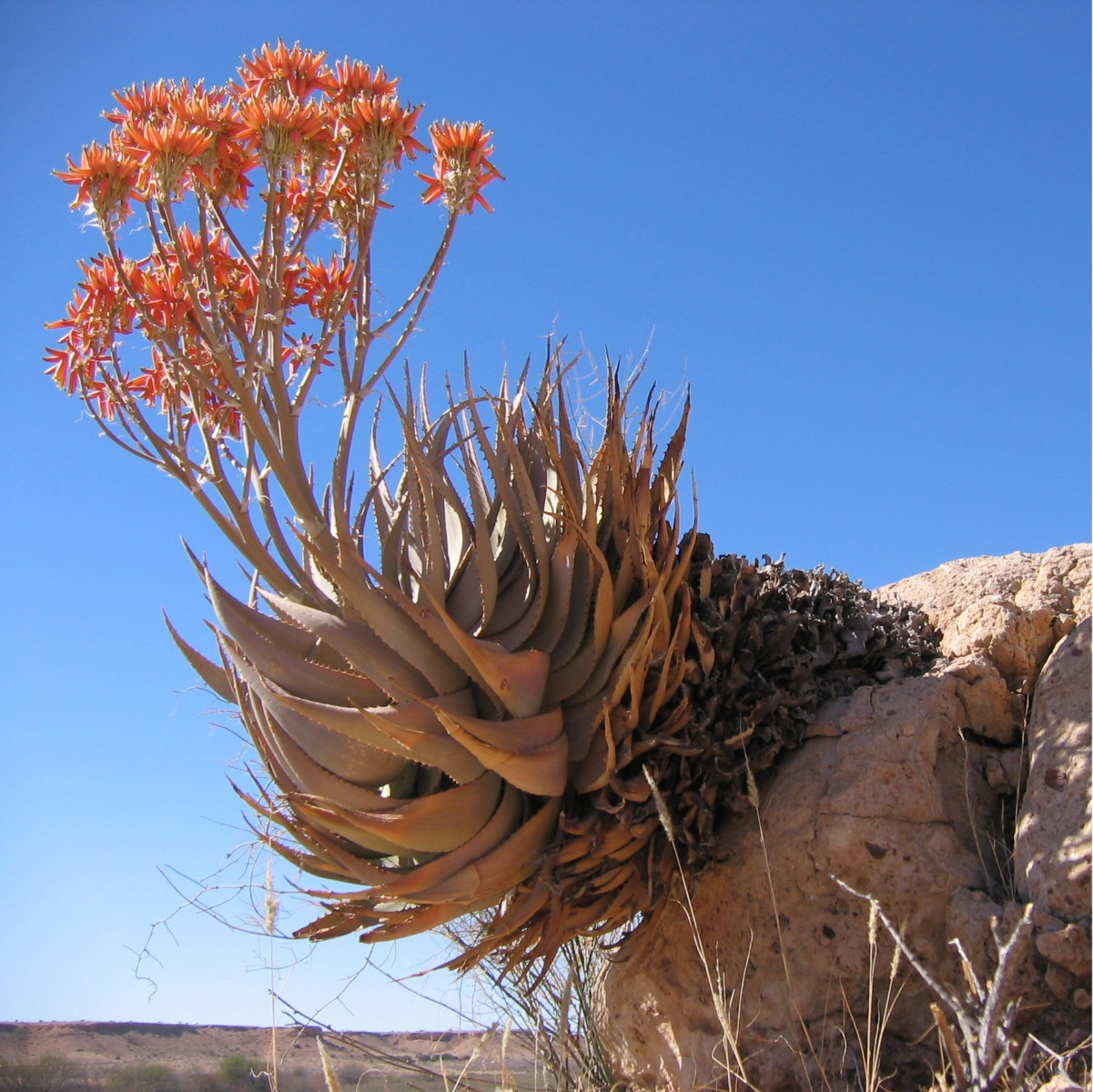
Aloe hereroensis
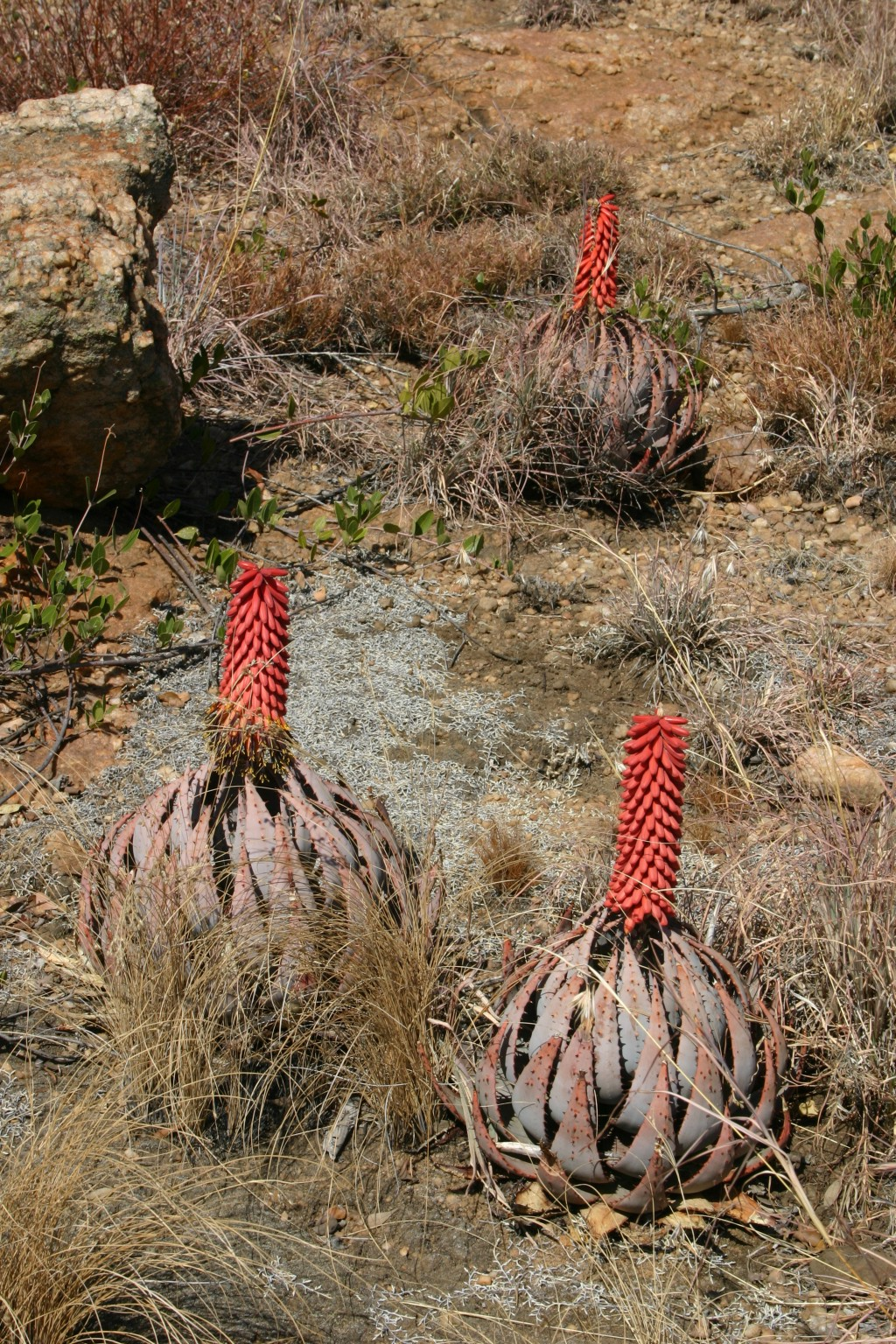
Aloe peglerae
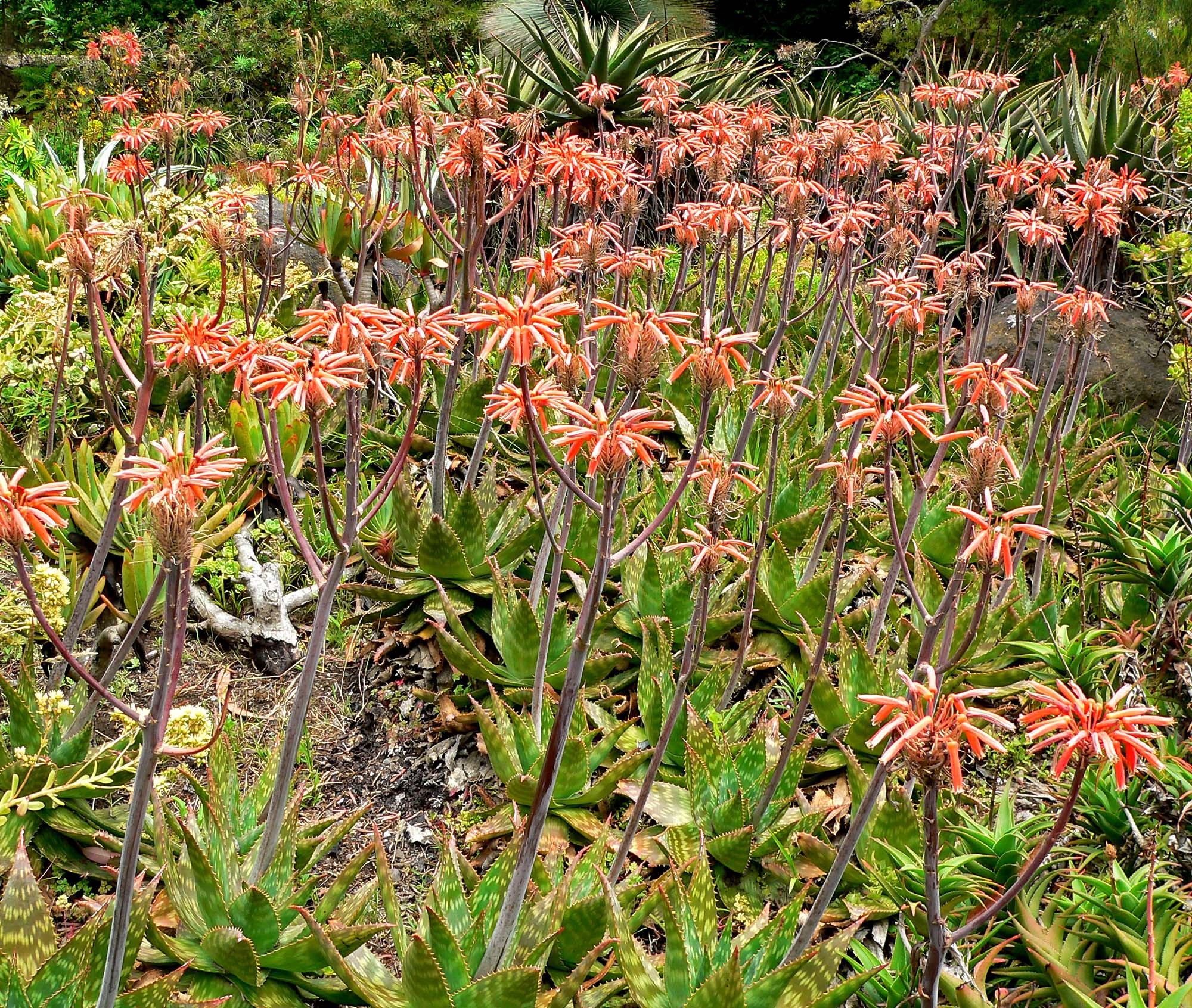
Aloe maculata
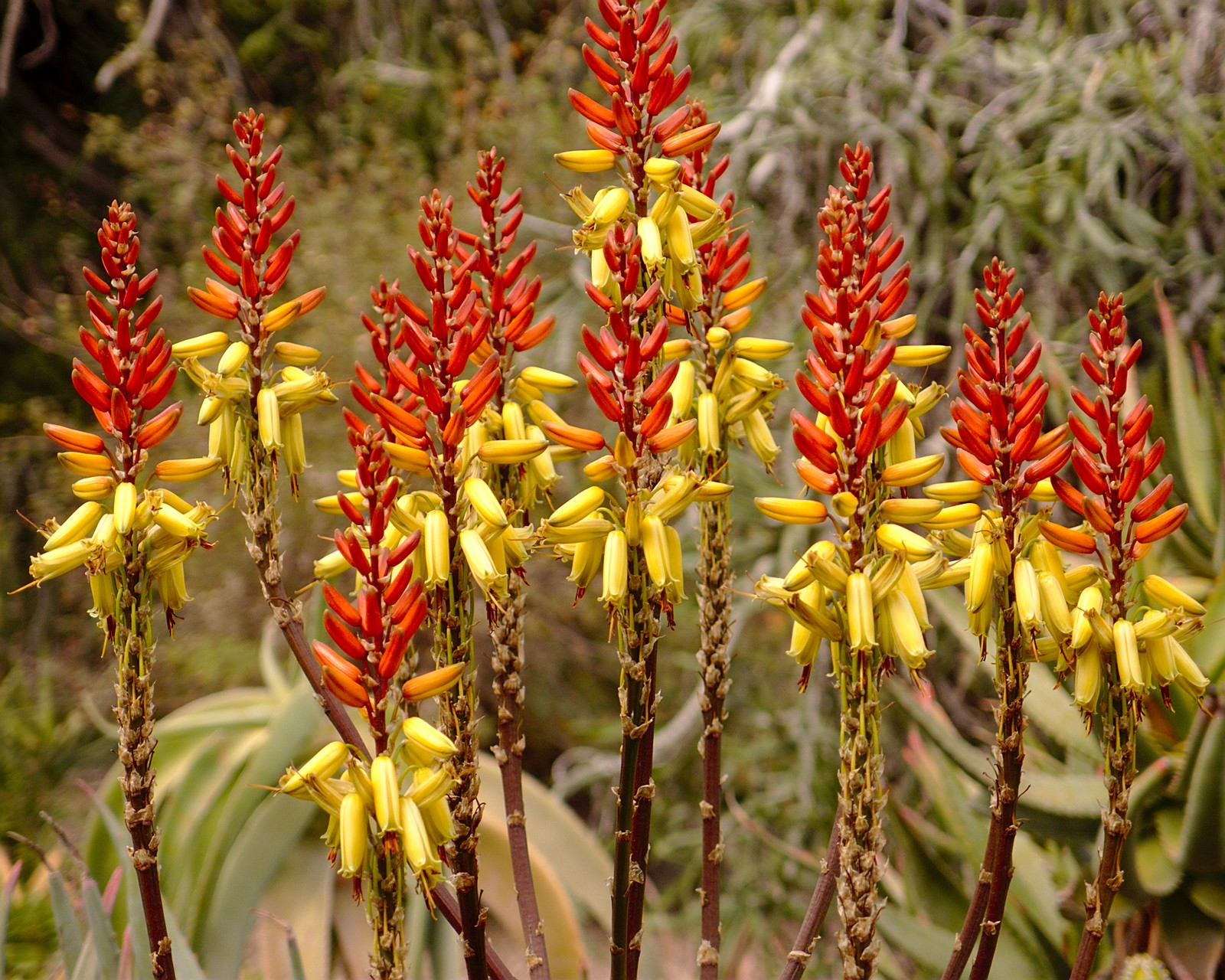
Aloe reitzii